# Xindian, Jin'an
Xindian är en köping i sydöstra Kina. Den ligger i stadsdistriktet Jin'an i provinshuvudstaden Fuzhou i provinsen Fujian Antalet invånare (2020) är 240 970.